# Antonovîci, Ovruci
Antonovîci (în ucraineană Антоновичі) este un sat în comuna Slovecine din raionul Ovruci, regiunea Jîtomîr, Ucraina.

## Demografie
Componența lingvistică a localității Antonovîci
     Ucraineană (100%)
Conform recensământului din 2001, toată populația localității Antonovîci era vorbitoare de ucraineană (100%).